# NN-148
La carretera NN‑148 es una vía departamental secundaria situada en el municipio de San Francisco Libre, dentro del departamento de Managua. Esta ruta facilita la conexión entre las zonas rurales del este del municipio, enlazando Tamarindo con la Comunidad La Ceiba.

## Trazado y cruces
| km   | Localidad / Punto  | Departamento | Conexión / Ruta           |
| ---- | ------------------ | ------------ | ------------------------- |
| 0,0  | Tamarindo          | Managua      | NN 147                    |
| 5,5  | El Guapinol        | Managua      | Camino rural              |
| 10,2 | Comunidad La Ceiba | Managua      | Fin de ruta departamental |

## Coordenadas
Uno de los tramos de la NN‑148 puede ser encontrado en las coordenadas: 12°00′28″N 86°08′06″O / 12.0078, -86.1351